# Салон-де-Прованс
Сало́н-де-Прова́нс (фр. Salon-de-Provence, окс. Selon de Provença) — коммуна на юго-востоке Франции в регионе Прованс — Альпы — Лазурный Берег, департамент Буш-дю-Рон, округ Экс-ан-Прованс, кантон Салон-де-Прованс-1.

## Географическое положение
Город является составной частью агломерации Салон-Етан де Бер Дюранс, также часто именуемую Агглополь Прованс.
Площадь коммуны — 70,30 км², население — 40 147 человек (2006) с выраженной тенденцией к росту: 43 771 человек (2012), плотность населения — 622,6 чел/км².

## Историческая справка
В древности назывался Сало от латинского «Sal» (соль), однако свою известность приобрел благодаря фабрикам по производству натурального мыла.
В XVI веке в городе жил Мишель Нострадамус — астролог и целитель.

## Население
Население коммуны в 2011 году составляло 42 812 человек, а в 2012 году — 43 771 человек.
| 1962  | 1968  | 1975  | 1982  | 1990  | 1999  | 2006  | 2011  | 2012  |
| ----- | ----- | ----- | ----- | ----- | ----- | ----- | ----- | ----- |
| 21393 | 30722 | 34576 | 34846 | 34064 | 37079 | 40147 | 42812 | 43771 |

Динамика населения:

## Экономика
В 2010 году из 27 822 человек трудоспособного возраста (от 15 до 64 лет) 19 771 были экономически активными, 8051 — неактивными (показатель активности 71,1 %, в 1999 году — 67,0 %). Из 19 771 активных трудоспособных жителей работали 17 086 человек (9177 мужчин и 7909 женщин), 2685 числились безработными (1195 мужчин и 1490 женщин). Среди 8051 трудоспособных неактивных граждан 2495 были учениками либо студентами, 2066 — пенсионерами, а ещё 3490 — были неактивны в силу других причин.
На протяжении 2010 года в коммуне числилось 18 266 облагаемых налогом домохозяйств, в которых проживало 42 555,5 человек. При этом медиана доходов составила 18 тысяч 197 евро на одного налогоплательщика.

## Достопримечательности (фотогалерея)
- Замок Ампери (фр. Château de l’Emperi) принадлежащий епископам Арля.
- Церковь Сен-Мишель (фр. St-Michel) выполненная в романском стиле.
- Собор Сен-Лоран (фр. St-Laurent) в готическом стиле.
- Дом-музей Нострадамуса, где он прожил последние 25 лет.
- Музей восковых фигур (фр. Musée Grévin de Provence)

- Фонтан в виде гриба
- Мэрия
- Дворец Правосудия, Салон-де-Прованс
- Вокзал